# Andapa
Andapa – miasto w północnej części Madagaskaru, w prowincji Antsiranana. Liczy 20 460 mieszkańców.
Położone jest 108 km od miasta Sambava, stolicy regionu Sava.
W mieście znajduje się szkoła podstawowa oraz szkoła średnia.
Ważną rolę w gospodarce odgrywa przemysł wydobywczy. 88% ludności jest zatrudnionych w rolnictwie. Uprawia się głównie ryż, fasolę, pomidory oraz wanilię. W usługach pracuje 10% populacji, natomiast w przemyśle 1,5%.
W mieście znajduje się biuro rezerwatu specjalnego Anjanaharibe-Sud, które położony jest 25 km od tej miejscowości.